# Мајлат
Мајлат (рум. Mailat) је насеље у општини Винга, округ Арад у Румунији. Налази се на надморској висини од 118 м.

## Становништво
Према попису из 2002. године у насељу је живело 1.084 становника.

### Попис2002.
| Етнички састав према попису из 2002. године‍ | Етнички састав према попису из 2002. године‍ | Етнички састав према попису из 2002. године‍ | Етнички састав према попису из 2002. године‍ | Етнички састав према попису из 2002. године‍ |
| ------------------------------------------- | ------------------------------------------- | ------------------------------------------- | ------------------------------------------- | ------------------------------------------- |
|                                             |                                             |                                             |                                             |                                             |
| Мађари                                      | Мађари                                      |                                             | 1.016                                       | 94,0%                                       |
| Румуни                                      | Румуни                                      |                                             | 65                                          | 6,0%                                        |